# ブー・ジュルード門

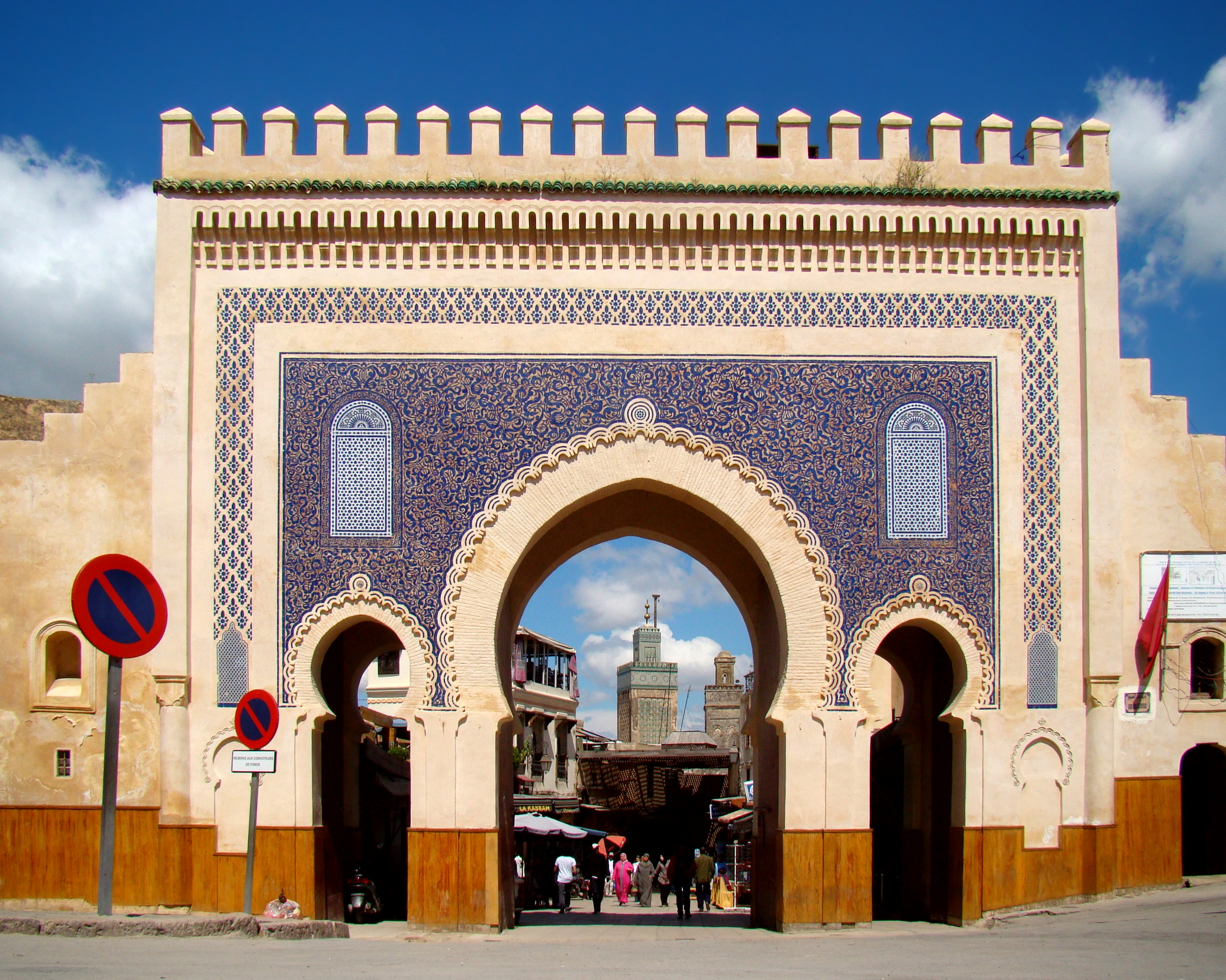
ブー・ジュルード門（外側から撮影）

ブー・ジュルード門 (Bab Bou Jeloud) は、モロッコのフェズにある城門。旧市街であるフェズ・エル・バリの、西の玄関として機能している。尚、"Bab Boujeloud" や "Bab Boujloud" と表記されることもある。

## 解説

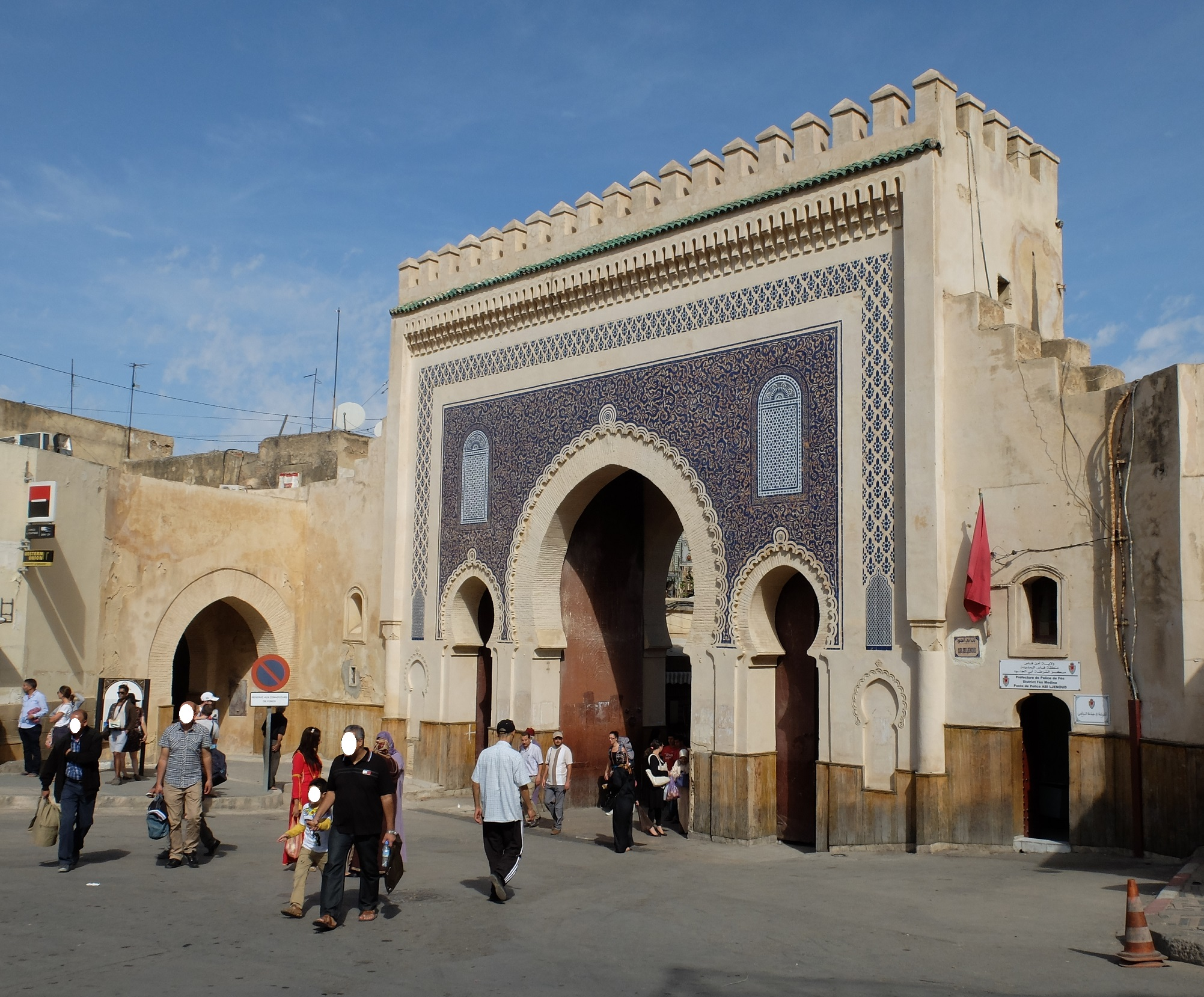
フランス領時代の1913年に建設された門（中央）と中世に建設された門（左）

「ブー・ジュルード」という名称は、現在の門ができる前から使われていた。門を出て西側に、ブー・ジュルード広場 (Place Bou Jeloud) があることからもわかるとおり、練兵場を意味する"Bou Jnoud"という言葉が方言で訛ったものだと考えられる。フェズ・エル・バリの主要な砦の1つであるカスバ・ブー・ジュルードや、カスバ・アン・ヌアールにも近い。
12世紀から存在したとされる古いブー・ジュルード門は、シンプルなつくりである。メディナ（北アフリカの都市に見られる迷路のような街並みの街区）を横断し、市の中心部であるカラウィーイーン大学へとつながる、スークの目抜き通りであるタラア・ケビーラ (Tala'a Kebira) は、この門を起点としている。門の通路はタラア・ケビーラに対して垂直に、城壁に対して平行に通っているため、タラア・ケビーラへは門を入って横にそれるかたちとなる。このような設計はモロッコの旧市街においては一般的であり、外敵から守りやすくなっている。外から見ると現在使われている門のほかに、左側にも門がみられるが、閉鎖されている。
火薬や大型の大砲が到来した後、フェズのような要塞化した旧市街は、軍事防衛上の重要性が失われた（貧弱な武装をしただけの部族からの防衛には効果的ではあった）。そのため、門は装飾的な存在となった。1912年にモロッコがフランスの植民地となると、市内に行政機関が置かれ、旧市街へ入るより大型の門が必要とされた。当時の長官であったCaptain Mellierは1912年12月に、城壁に新しい門を建設する計画をたてた。建設予定地にあった馬小屋と3軒の店は買い取られ、破壊された。交渉の末、店の退去は慈善活動のワクフとして受け止められた。建設は1913年に行われた。

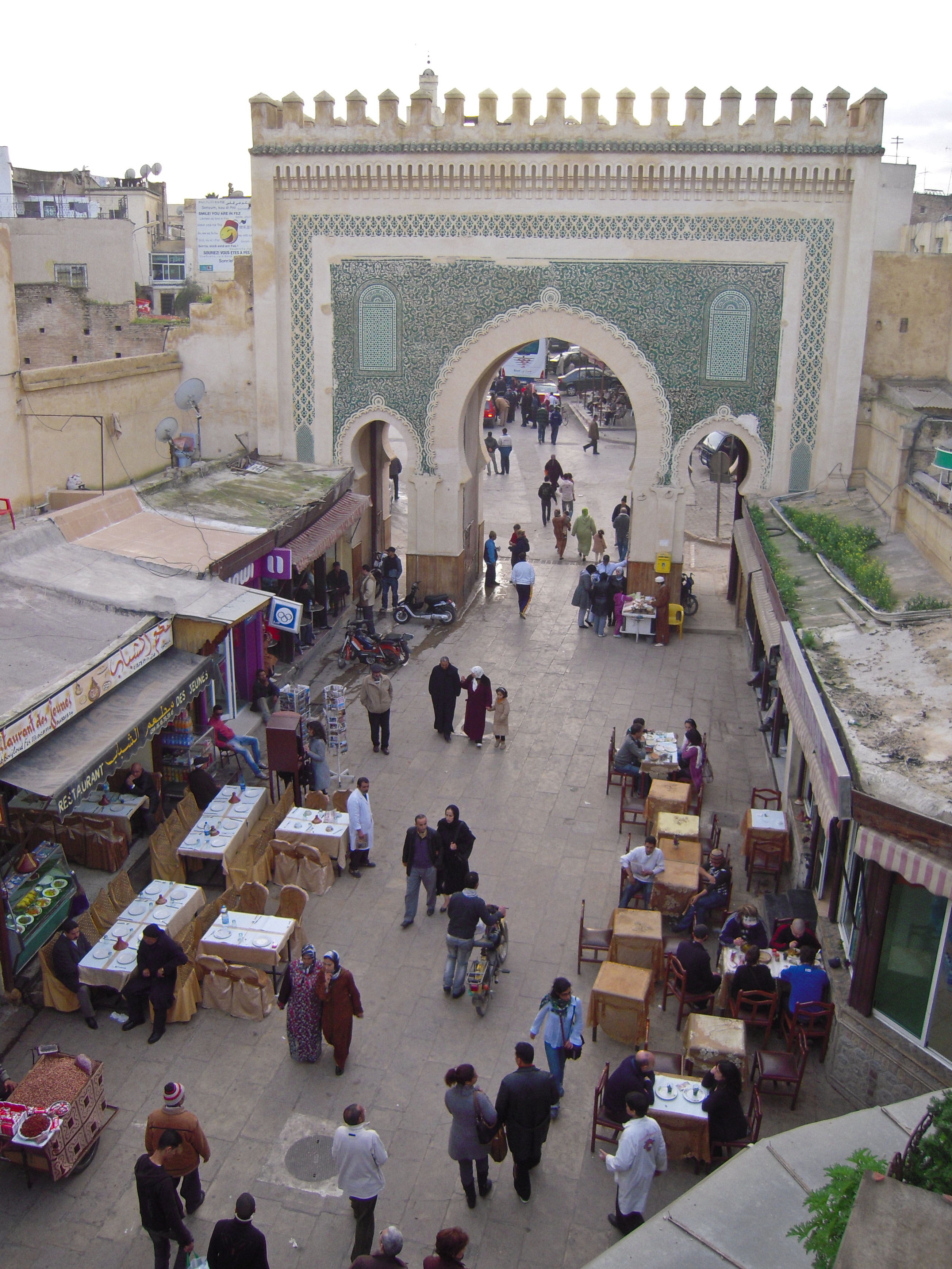
門の内側

新しい門はムーア式であり、今日ではフェズのメディナの象徴的な存在となっている。依然としてメディナへの玄関として使用されており、一般に車両は旧市街へは通り抜けできない。

## 建築
門は3つのU字のアーチを有したムーア式の建築で、上からは銃撃が可能となっている。内側と外側の壁面はアラベスクを描いた多色のタイルで覆われ、外側は青、内側は緑を基調とする。門の扉は、閉まっていて外側から鍵がかけられているように見えた。これは、フランスがメディナ内の住民による運動を統制するために行ったことだといわれる。
門を抜けると、店や飲食店に囲まれた小さな広場があり、現在はここから、カラウィーイーンやメディナの中心部へ至る旧市街のメインストリートである、タラア・ケビーラやタラア・セギーラへ行くことができる。
門の外側に立つと、中央のアーチを通して、ブー・イナーニーヤ・マドラサや近くのモスクのミナレットを見ることができる。
座標: 北緯34度3分42秒 西経4度59分2秒 / 北緯34.06167度 西経4.98389度